# Ончештиј Веки (Бакау)
Ончештиј Веки (рум. Onceștii Vechi) насеље је у Румунији у округу Бакау у општини Ончешти. Oпштина се налази на надморској висини од 179 m.

## Становништво
Према подацима из 2002. године у насељу је живело 81 становника, од којих су сви румунске националности.